# Haliporoides cristatus
Haliporoides cristatus is een tienpotigensoort uit de familie van de Solenoceridae. De wetenschappelijke naam van de soort is voor het eerst geldig gepubliceerd in 1987 door Kensley, Tranter & Griffin.